# Aiguats del 20 de setembre de 1971
El 20 de setembre del 1971 es van produir uns forts aiguats a Catalunya. Una de les zones més afectades va ser el riu Llobregat entre les comarques del Bages i del Baix Llobregat. També hi va haver fortes pluges a l'Alt Empordà. Les precipitacions més intenses corresponen a Figueres amb 223 mm i Esparreguera amb 308 mm. Es va desbordar el riu Llobregat, amb un cabal estimat de 3.080 m3 per segon, és a dir, uns 300 cops superior als seus entre 9 i 12 m3/s. Els municipis més afectats van ser Castellbell i el Vilar, Esparreguera, Figueres, Martorell, Monistrol de Montserrat, Olesa de Montserrat.
Fins a 21 persones hi van morir en conseqüència, sobretot al curs baix del riu i més de 300 empreses (amb un total d'uns 40.000 treballadors) van haver d'interrompre l'activitat unes setmanes. Atesa la magnitud dels fets, amb motiu dels 50 anys del desastre, municipis com Castellbell i el Vilar, Esparreguera, Cornellà de Llobregat o Olesa de Montserrat van preparar diferents actes de commemoració. En el cas d'Olesa de Montserrat es va elaborar un documentalper recordar aquell dia.